# Linköpings kommun
58°24′39″N 15°37′17″Ø / 58.41083°N 15.62139°Ø
Linköpings kommun ligger centralt i det svenske län Östergötlands län. Kommunens administrationscenter ligger i byen Linköping. I 2013 havde kommunen 	148.859 indbyggere. Det gør den til den femte største kommune i Sverige efter Stockholm, Göteborg, Malmö og Uppsala.

## Byer
Linköping kommune har 19 byer.
I tabellen opgives antal indbyggere per 31. december 2005.
| #   | By         | Indbyggere |
| --- | ---------- | ---------- |
| 1.  | Linköping  | 97.428     |
| 2.  | Ljungsbro  | 6.510      |
| 3.  | Malmslätt  | 5.358      |
| 4.  | Linghem    | 2.484      |
| 5.  | Sturefors  | 2.228      |
| 6.  | Vikingstad | 2.072      |
| 7.  | Berg       | 1.229      |
| 8.  | Ekängen    | 1.100      |
| 9.  | Slaka      | 539        |
| 10. | Brokind    | 526        |
| 11. | Askeby     | 452        |
| 12. | Bestorp    | 449        |
| 13. | Bankekind  | 390        |
| 14. | Nykil      | 313        |
| 15. | Sjögestad  | 295        |
| 16. | Gistad     | 285        |
| 17. | Skeda udde | 253        |
| 18. | Rappestad  | 249        |
| 19. | Västerlösa | 214        |

## Venskabsbyer
- Finland Joensuu, Finland
- Island Ísafjarðarbær, Island
- Norge Tønsberg, Norge
- Østrig Linz, Østrig
- Italien Pietrasanta, Italien
- Litauen Kaunas, Litauen
- Rumænien Oradea, Rumænien
- Kina Guangzhou, Kina
- Kina Macao, Kina
- Nicaragua Estelí, Nicaragua
- Tanzania Morogoro, Tanzania
- USA Palo Alto, USA

## Galleri
- Vikingstad stasjon
- Askeby skole
- Linghems gård
- Linköping domkirke

## Eksterne kilder og henvisninger
1. ↑  ”Folkmängd i riket, län och kommuner 31 mars 2013 och befolkningsförändringar 1 januari - 31 mars 2013” Statistiska centralbyrån. Læst 13 maj 2013.

- Kinda kommunes officielle hjemmeside